# Liu Jindong
Liu Jindong (劉金東T, 刘金东S, Líu JīndōngP; Qingdao, 9 dicembre 1981) è un ex calciatore cinese, di ruolo difensore.